# Dohrniphora rainbowi
Dohrniphora rainbowi är en tvåvingeart som beskrevs av Ronald Henry Lambert Disney 1990. Dohrniphora rainbowi ingår i släktet Dohrniphora och familjen puckelflugor. Inga underarter finns listade i Catalogue of Life.